# 강인 (연출가)
강인은 대한민국의 텔레비전 드라마 연출감독이다.

## 학력 및 경력
- MBC 프로듀서

## 드라마
- 2017년 MBC 2부작 단막극 《드라마 페스티발 - 빙(氷)구》 ... 연출
- 2018년 MBC 월화 미니시리즈 《위대한 유혹자》 ... 공동연출
- 2020년 MBC 수목 미니시리즈 《나를 사랑한 스파이》 ... 공동연출